# David Healy
MBE David Jonathan Healy (Killyleagh, 5 agosto 1979) è un allenatore di calcio ed ex calciatore britannico, di ruolo attaccante, tecnico del Linfield.

## Carriera

### Club
Nell'agosto 1999 venne messo sotto contratto dal Manchester United, club con cui aveva già militato nelle giovanili, disputando pure 3 partite con la prima squadra. Venne ceduto in prestito al Port Vale e poi al Preston North End prima in prestito e poi a titolo definitivo.
Nell'ottobre 2004, dopo due periodi di prestito al Norwich City, venne acquistato dal Leeds.
Il 13 luglio 2007 venne prelevato dal Fulham per 1,5 milioni di sterline.
Nell'agosto 2008, Healy rilasciò una dichiarazione di stima verso il Sunderland e il 22 agosto 2008 firmò un contratto triennale proprio con la squadra allenata da Roy Keane.
Il 30 gennaio 2011 si trasferì a titolo definitivo ai Rangers; l'anno seguente, dopo avere segnato 4 gol in 19 partite con la squadra scozzese, passò a titolo definitivo al Bury. Esordì con il club inglese il 25 agosto 2012 nel pareggio per 2-2 contro il Coventry City, realizzando un gol.
Il 22 maggio 2013 il Bury annunciò di non volere rinnovare il contratto del calciatore.
Il 3 dicembre dello stesso anno, dopo essere rimasto svincolato, annunciò il proprio ritiro dal calcio giocato.

### Nazionale
Debuttò con la sua Nazionale nordirlandese nel febbraio 2000 in un match amichevole contro il Lussemburgo, realizzando una doppietta, e da allora è stato una pedina inamovibile per anni della squadra.
Nell'agosto 2006, in occasione della sua 50ª presenza con la maglia della Nazionale in una partita amichevole giocata in casa della Finlandia (vinta 1-2), Healy indossò per la prima volta la fascia da capitano.
Ha racimolato 95 presenze e 36 gol segnati nell'Irlanda del Nord, risultando essere il miglior marcatore nella storia della sua nazionale.

## Statistiche

### Cronologia presenze e reti in nazionale
| Cronologia completa delle presenze e delle reti in nazionale ― Irlanda del Nord | Cronologia completa delle presenze e delle reti in nazionale ― Irlanda del Nord | Cronologia completa delle presenze e delle reti in nazionale ― Irlanda del Nord | Cronologia completa delle presenze e delle reti in nazionale ― Irlanda del Nord | Cronologia completa delle presenze e delle reti in nazionale ― Irlanda del Nord | Cronologia completa delle presenze e delle reti in nazionale ― Irlanda del Nord | Cronologia completa delle presenze e delle reti in nazionale ― Irlanda del Nord | Cronologia completa delle presenze e delle reti in nazionale ― Irlanda del Nord |
| Data                                                                            | Città                                                                           | In casa                                                                         | Risultato                                                                       | Ospiti                                                                          | Competizione                                                                    | Reti                                                                            | Note                                                                            |
| ------------------------------------------------------------------------------- | ------------------------------------------------------------------------------- | ------------------------------------------------------------------------------- | ------------------------------------------------------------------------------- | ------------------------------------------------------------------------------- | ------------------------------------------------------------------------------- | ------------------------------------------------------------------------------- | ------------------------------------------------------------------------------- |
| 23-2-2000                                                                       | Lussemburgo                                                                     | Lussemburgo                                                                     | 1 – 3                                                                           | Irlanda del Nord                                                                | Amichevole                                                                      | 2                                                                               |                                                                                 |
| 28-3-2000                                                                       | Ta' Qali                                                                        | Malta                                                                           | 0 – 3                                                                           | Irlanda del Nord                                                                | Amichevole                                                                      | 1                                                                               |                                                                                 |
| 26-4-2000                                                                       | Belfast                                                                         | Irlanda del Nord                                                                | 0 – 1                                                                           | Ungheria                                                                        | Amichevole                                                                      | -                                                                               | 64’                                                                             |
| 16-8-2000                                                                       | Belfast                                                                         | Irlanda del Nord                                                                | 1 – 2                                                                           | Jugoslavia                                                                      | Amichevole                                                                      | 1                                                                               |                                                                                 |
| 2-9-2000                                                                        | Belfast                                                                         | Irlanda del Nord                                                                | 1 – 0                                                                           | Malta                                                                           | Qual. Mondiali 2002                                                             | -                                                                               | 58’                                                                             |
| 7-10-2000                                                                       | Belfast                                                                         | Irlanda del Nord                                                                | 1 – 1                                                                           | Danimarca                                                                       | Qual. Mondiali 2002                                                             | 1                                                                               |                                                                                 |
| 11-10-2000                                                                      | Reykjavík                                                                       | Islanda                                                                         | 1 – 0                                                                           | Irlanda del Nord                                                                | Qual. Mondiali 2002                                                             | -                                                                               |                                                                                 |
| 28-2-2001                                                                       | Belfast                                                                         | Irlanda del Nord                                                                | 0 – 4                                                                           | Norvegia                                                                        | Amichevole                                                                      | -                                                                               | 69’                                                                             |
| 24-3-2001                                                                       | Belfast                                                                         | Irlanda del Nord                                                                | 0 – 1                                                                           | Rep. Ceca                                                                       | Qual. Mondiali 2002                                                             | -                                                                               | 75’                                                                             |
| 28-3-2001                                                                       | Sofia                                                                           | Bulgaria                                                                        | 4 – 3                                                                           | Irlanda del Nord                                                                | Qual. Mondiali 2002                                                             | 1                                                                               |                                                                                 |
| 2-6-2001                                                                        | Belfast                                                                         | Irlanda del Nord                                                                | 0 – 1                                                                           | Bulgaria                                                                        | Qual. Mondiali 2002                                                             | -                                                                               |                                                                                 |
| 6-6-2001                                                                        | Teplice                                                                         | Rep. Ceca                                                                       | 3 – 1                                                                           | Irlanda del Nord                                                                | Qual. Mondiali 2002                                                             | -                                                                               |                                                                                 |
| 1-9-2001                                                                        | Copenaghen                                                                      | Danimarca                                                                       | 1 – 1                                                                           | Irlanda del Nord                                                                | Qual. Mondiali 2002                                                             | -                                                                               |                                                                                 |
| 5-9-2001                                                                        | Belfast                                                                         | Irlanda del Nord                                                                | 3 – 0                                                                           | Islanda                                                                         | Qual. Mondiali 2002                                                             | 1                                                                               |                                                                                 |
| 6-10-2001                                                                       | Ta' Qali                                                                        | Malta                                                                           | 0 – 1                                                                           | Irlanda del Nord                                                                | Qual. Mondiali 2002                                                             | 1                                                                               | 81’                                                                             |
| 13-2-2002                                                                       | Limassol                                                                        | Irlanda del Nord                                                                | 1 – 4                                                                           | Polonia                                                                         | Amichevole                                                                      | -                                                                               |                                                                                 |
| 27-3-2002                                                                       | Vaduz                                                                           | Liechtenstein                                                                   | 0 – 0                                                                           | Irlanda del Nord                                                                | Amichevole                                                                      | -                                                                               | 51’ 83’                                                                         |
| 17-4-2002                                                                       | Belfast                                                                         | Irlanda del Nord                                                                | 0 – 5                                                                           | Spagna                                                                          | Amichevole                                                                      | -                                                                               | 60’                                                                             |
| 21-8-2002                                                                       | Belfast                                                                         | Irlanda del Nord                                                                | 0 – 0                                                                           | Cipro                                                                           | Amichevole                                                                      | -                                                                               |                                                                                 |
| 12-10-2002                                                                      | Albacete                                                                        | Spagna                                                                          | 3 – 0                                                                           | Irlanda del Nord                                                                | Qual. Euro 2004                                                                 | -                                                                               | 65’                                                                             |
| 16-10-2002                                                                      | Belfast                                                                         | Irlanda del Nord                                                                | 0 – 0                                                                           | Ucraina                                                                         | Qual. Euro 2004                                                                 | -                                                                               |                                                                                 |
| 12-2-2003                                                                       | Belfast                                                                         | Irlanda del Nord                                                                | 0 – 1                                                                           | Finlandia                                                                       | Amichevole                                                                      | -                                                                               |                                                                                 |
| 29-3-2003                                                                       | Erevan                                                                          | Armenia                                                                         | 1 – 0                                                                           | Irlanda del Nord                                                                | Qual. Euro 2004                                                                 | -                                                                               |                                                                                 |
| 2-4-2003                                                                        | Belfast                                                                         | Irlanda del Nord                                                                | 0 – 2                                                                           | Grecia                                                                          | Qual. Euro 2004                                                                 | -                                                                               | 67’                                                                             |
| 3-6-2003                                                                        | Campobasso                                                                      | Italia                                                                          | 2 – 0                                                                           | Irlanda del Nord                                                                | Amichevole                                                                      | -                                                                               | 75’                                                                             |
| 11-6-2003                                                                       | Belfast                                                                         | Irlanda del Nord                                                                | 0 – 0                                                                           | Spagna                                                                          | Qual. Euro 2004                                                                 | -                                                                               |                                                                                 |
| 6-9-2003                                                                        | Donec'k                                                                         | Ucraina                                                                         | 0 – 0                                                                           | Irlanda del Nord                                                                | Qual. Euro 2004                                                                 | -                                                                               | 62’                                                                             |
| 10-9-2003                                                                       | Belfast                                                                         | Irlanda del Nord                                                                | 0 – 1                                                                           | Armenia                                                                         | Qual. Euro 2004                                                                 | -                                                                               | 78’                                                                             |
| 11-10-2003                                                                      | Atene                                                                           | Grecia                                                                          | 1 – 0                                                                           | Irlanda del Nord                                                                | Qual. Euro 2004                                                                 | -                                                                               | 90+1’                                                                           |
| 18-2-2004                                                                       | Belfast                                                                         | Irlanda del Nord                                                                | 1 – 4                                                                           | Norvegia                                                                        | Amichevole                                                                      | 1                                                                               |                                                                                 |
| 31-3-2004                                                                       | Tallinn                                                                         | Estonia                                                                         | 0 – 1                                                                           | Irlanda del Nord                                                                | Amichevole                                                                      | 1                                                                               | 13’                                                                             |
| 28-4-2004                                                                       | Belfast                                                                         | Irlanda del Nord                                                                | 1 – 1                                                                           | Serbia e Montenegro                                                             | Amichevole                                                                      | -                                                                               | 46’                                                                             |
| 30-5-2004                                                                       | Waterford                                                                       | Barbados                                                                        | 1 – 1                                                                           | Irlanda del Nord                                                                | Amichevole                                                                      | 1                                                                               | 80’                                                                             |
| 2-6-2004                                                                        | Basseterre                                                                      | Saint Kitts e Nevis                                                             | 0 – 2                                                                           | Irlanda del Nord                                                                | Amichevole                                                                      | 1                                                                               | 66’                                                                             |
| 6-6-2004                                                                        | Bacolet                                                                         | Trinidad e Tobago                                                               | 0 – 3                                                                           | Irlanda del Nord                                                                | Amichevole                                                                      | 2                                                                               | 66’                                                                             |
| 18-8-2004                                                                       | Zurigo                                                                          | Svizzera                                                                        | 0 – 0                                                                           | Irlanda del Nord                                                                | Amichevole                                                                      | -                                                                               | 71’                                                                             |
| 4-9-2004                                                                        | Belfast                                                                         | Irlanda del Nord                                                                | 0 – 3                                                                           | Polonia                                                                         | Qual. Mondiali 2006                                                             | -                                                                               |                                                                                 |
| 8-9-2004                                                                        | Cardiff                                                                         | Galles                                                                          | 2 – 2                                                                           | Irlanda del Nord                                                                | Qual. Mondiali 2006                                                             | 1                                                                               | 21’, 21’                                                                        |
| 13-10-2004                                                                      | Belfast                                                                         | Irlanda del Nord                                                                | 3 – 3                                                                           | Austria                                                                         | Qual. Mondiali 2006                                                             | 1                                                                               |                                                                                 |
| 9-2-2005                                                                        | Belfast                                                                         | Irlanda del Nord                                                                | 0 – 1                                                                           | Canada                                                                          | Amichevole                                                                      | -                                                                               | 81’                                                                             |
| 26-3-2005                                                                       | Manchester                                                                      | Inghilterra                                                                     | 4 – 0                                                                           | Irlanda del Nord                                                                | Qual. Mondiali 2006                                                             | -                                                                               | 88’                                                                             |
| 30-3-2005                                                                       | Varsavia                                                                        | Polonia                                                                         | 1 – 0                                                                           | Irlanda del Nord                                                                | Qual. Mondiali 2006                                                             | -                                                                               | 41’ 81’                                                                         |
| 4-6-2005                                                                        | Belfast                                                                         | Irlanda del Nord                                                                | 1 – 4                                                                           | Germania                                                                        | Amichevole                                                                      | 1                                                                               | 77’                                                                             |
| 17-8-2005                                                                       | Ta' Qali                                                                        | Malta                                                                           | 1 – 1                                                                           | Irlanda del Nord                                                                | Amichevole                                                                      | 1                                                                               |                                                                                 |
| 3-9-2005                                                                        | Belfast                                                                         | Irlanda del Nord                                                                | 2 – 0                                                                           | Azerbaigian                                                                     | Qual. Mondiali 2006                                                             | -                                                                               | 79’                                                                             |
| 7-9-2005                                                                        | Belfast                                                                         | Irlanda del Nord                                                                | 1 – 0                                                                           | Inghilterra                                                                     | Qual. Mondiali 2006                                                             | 1                                                                               | 88’                                                                             |
| 8-10-2005                                                                       | Belfast                                                                         | Irlanda del Nord                                                                | 2 – 3                                                                           | Galles                                                                          | Qual. Mondiali 2006                                                             | -                                                                               |                                                                                 |
| 12-10-2005                                                                      | Vienna                                                                          | Austria                                                                         | 2 – 0                                                                           | Irlanda del Nord                                                                | Qual. Mondiali 2006                                                             | -                                                                               | 70’                                                                             |
| 1-3-2006                                                                        | Belfast                                                                         | Irlanda del Nord                                                                | 1 – 0                                                                           | Estonia                                                                         | Amichevole                                                                      | -                                                                               | 59’                                                                             |
| 16-8-2006                                                                       | Helsinki                                                                        | Finlandia                                                                       | 1 – 2                                                                           | Irlanda del Nord                                                                | Amichevole                                                                      | 1                                                                               | cap. 46’                                                                        |
| 2-9-2006                                                                        | Belfast                                                                         | Irlanda del Nord                                                                | 0 – 3                                                                           | Islanda                                                                         | Qual. Euro 2008                                                                 | -                                                                               | 45+1’                                                                           |
| 6-9-2006                                                                        | Belfast                                                                         | Irlanda del Nord                                                                | 3 – 2                                                                           | Spagna                                                                          | Qual. Euro 2008                                                                 | 3                                                                               | 85’                                                                             |
| 7-10-2006                                                                       | Copenaghen                                                                      | Danimarca                                                                       | 0 – 0                                                                           | Irlanda del Nord                                                                | Qual. Euro 2008                                                                 | -                                                                               | 84’                                                                             |
| 11-10-2006                                                                      | Belfast                                                                         | Irlanda del Nord                                                                | 1 – 0                                                                           | Lettonia                                                                        | Qual. Euro 2008                                                                 | 1                                                                               | 90+1’                                                                           |
| 24-3-2007                                                                       | Vaduz                                                                           | Liechtenstein                                                                   | 1 – 4                                                                           | Irlanda del Nord                                                                | Qual. Euro 2008                                                                 | 3                                                                               | 84’                                                                             |
| 28-3-2007                                                                       | Belfast                                                                         | Irlanda del Nord                                                                | 2 – 1                                                                           | Svezia                                                                          | Qual. Euro 2008                                                                 | 2                                                                               | 89’                                                                             |
| 22-8-2007                                                                       | Belfast                                                                         | Irlanda del Nord                                                                | 3 – 1                                                                           | Liechtenstein                                                                   | Qual. Euro 2008                                                                 | 2                                                                               |                                                                                 |
| 8-9-2007                                                                        | Riga                                                                            | Lettonia                                                                        | 1 – 0                                                                           | Irlanda del Nord                                                                | Qual. Euro 2008                                                                 | -                                                                               |                                                                                 |
| 12-9-2007                                                                       | Reykjavík                                                                       | Islanda                                                                         | 2 – 1                                                                           | Irlanda del Nord                                                                | Qual. Euro 2008                                                                 | 1                                                                               |                                                                                 |
| 17-10-2007                                                                      | Stoccolma                                                                       | Svezia                                                                          | 1 – 1                                                                           | Irlanda del Nord                                                                | Qual. Euro 2008                                                                 | -                                                                               |                                                                                 |
| 17-11-2007                                                                      | Belfast                                                                         | Irlanda del Nord                                                                | 2 – 1                                                                           | Danimarca                                                                       | Qual. Euro 2008                                                                 | 1                                                                               |                                                                                 |
| 21-11-2007                                                                      | Las Palmas                                                                      | Spagna                                                                          | 1 – 0                                                                           | Irlanda del Nord                                                                | Qual. Euro 2008                                                                 | -                                                                               | 73’                                                                             |
| 6-2-2008                                                                        | Belfast                                                                         | Irlanda del Nord                                                                | 0 – 1                                                                           | Bulgaria                                                                        | Amichevole                                                                      | -                                                                               |                                                                                 |
| 26-3-2008                                                                       | Belfast                                                                         | Irlanda del Nord                                                                | 4 – 1                                                                           | Georgia                                                                         | Amichevole                                                                      | 1                                                                               | 70’                                                                             |
| 20-8-2008                                                                       | Glasgow                                                                         | Scozia                                                                          | 0 – 0                                                                           | Irlanda del Nord                                                                | Amichevole                                                                      | -                                                                               |                                                                                 |
| 6-9-2008                                                                        | Bratislava                                                                      | Slovacchia                                                                      | 2 – 1                                                                           | Irlanda del Nord                                                                | Qual. Mondiali 2010                                                             | -                                                                               |                                                                                 |
| 10-9-2008                                                                       | Belfast                                                                         | Irlanda del Nord                                                                | 0 – 0                                                                           | Rep. Ceca                                                                       | Qual. Mondiali 2010                                                             | -                                                                               |                                                                                 |
| 11-10-2008                                                                      | Maribor                                                                         | Slovenia                                                                        | 2 – 0                                                                           | Irlanda del Nord                                                                | Qual. Mondiali 2010                                                             | -                                                                               |                                                                                 |
| 15-10-2008                                                                      | Belfast                                                                         | Irlanda del Nord                                                                | 4 – 0                                                                           | San Marino                                                                      | Qual. Mondiali 2010                                                             | 1                                                                               |                                                                                 |
| 19-11-2008                                                                      | Belfast                                                                         | Irlanda del Nord                                                                | 0 – 2                                                                           | Ungheria                                                                        | Amichevole                                                                      | -                                                                               | 88’ 89’                                                                         |
| 11-2-2009                                                                       | Serravalle                                                                      | San Marino                                                                      | 0 – 3                                                                           | Irlanda del Nord                                                                | Qual. Mondiali 2010                                                             | -                                                                               |                                                                                 |
| 28-3-2009                                                                       | Belfast                                                                         | Irlanda del Nord                                                                | 3 – 2                                                                           | Polonia                                                                         | Qual. Mondiali 2010                                                             | -                                                                               | 90’                                                                             |
| 1-4-2009                                                                        | Belfast                                                                         | Irlanda del Nord                                                                | 1 – 0                                                                           | Slovenia                                                                        | Qual. Mondiali 2010                                                             | -                                                                               |                                                                                 |
| 6-6-2009                                                                        | Pisa                                                                            | Italia                                                                          | 3 – 0                                                                           | Irlanda del Nord                                                                | Amichevole                                                                      | -                                                                               | 45’                                                                             |
| 12-8-2009                                                                       | Belfast                                                                         | Irlanda del Nord                                                                | 1 – 1                                                                           | Israele                                                                         | Amichevole                                                                      | -                                                                               | 59’                                                                             |
| 5-9-2009                                                                        | Chorzów                                                                         | Polonia                                                                         | 1 – 1                                                                           | Irlanda del Nord                                                                | Qual. Mondiali 2010                                                             | -                                                                               |                                                                                 |
| 9-9-2009                                                                        | Belfast                                                                         | Irlanda del Nord                                                                | 0 – 2                                                                           | Slovacchia                                                                      | Qual. Mondiali 2010                                                             | -                                                                               | 83’                                                                             |
| 14-10-2009                                                                      | Praga                                                                           | Rep. Ceca                                                                       | 0 – 0                                                                           | Irlanda del Nord                                                                | Qual. Mondiali 2010                                                             | -                                                                               | 68’                                                                             |
| 14-11-2009                                                                      | Belfast                                                                         | Irlanda del Nord                                                                | 0 – 1                                                                           | Serbia                                                                          | Amichevole                                                                      | -                                                                               | 65’                                                                             |
| 3-3-2010                                                                        | Tirana                                                                          | Albania                                                                         | 1 – 0                                                                           | Irlanda del Nord                                                                | Amichevole                                                                      | -                                                                               | 78’                                                                             |
| 11-8-2010                                                                       | Podgorica                                                                       | Montenegro                                                                      | 2 – 0                                                                           | Irlanda del Nord                                                                | Amichevole                                                                      | -                                                                               | 68’                                                                             |
| 3-9-2010                                                                        | Maribor                                                                         | Slovenia                                                                        | 0 – 1                                                                           | Irlanda del Nord                                                                | Qual. Euro 2012                                                                 | -                                                                               | 25’ 67’                                                                         |
| 8-10-2010                                                                       | Belfast                                                                         | Irlanda del Nord                                                                | 0 – 0                                                                           | Italia                                                                          | Qual. Euro 2012                                                                 | -                                                                               | 66’                                                                             |
| 12-10-2010                                                                      | Toftir                                                                          | Fær Øer                                                                         | 1 – 1                                                                           | Irlanda del Nord                                                                | Qual. Euro 2012                                                                 | -                                                                               | 50’                                                                             |
| 9-2-2011                                                                        | Dublino                                                                         | Irlanda del Nord                                                                | 0 – 3                                                                           | Scozia                                                                          | Amichevole                                                                      | -                                                                               | 46’ 75’                                                                         |
| 25-3-2011                                                                       | Belgrado                                                                        | Serbia                                                                          | 2 – 1                                                                           | Irlanda del Nord                                                                | Qual. Euro 2012                                                                 | -                                                                               | 46’ 62’                                                                         |
| 10-8-2011                                                                       | Belfast                                                                         | Irlanda del Nord                                                                | 4 – 0                                                                           | Fær Øer                                                                         | Qual. Euro 2012                                                                 | -                                                                               | 83’                                                                             |
| 2-9-2011                                                                        | Belfast                                                                         | Irlanda del Nord                                                                | 0 – 1                                                                           | Serbia                                                                          | Qual. Euro 2012                                                                 | -                                                                               | 84’                                                                             |
| 6-9-2011                                                                        | Tallinn                                                                         | Estonia                                                                         | 4 – 1                                                                           | Irlanda del Nord                                                                | Qual. Euro 2012                                                                 | -                                                                               | 65’                                                                             |
| 7-10-2011                                                                       | Belfast                                                                         | Irlanda del Nord                                                                | 1 – 2                                                                           | Estonia                                                                         | Qual. Euro 2012                                                                 | -                                                                               | 83’                                                                             |
| 11-10-2011                                                                      | Pescara                                                                         | Italia                                                                          | 3 – 0                                                                           | Irlanda del Nord                                                                | Qual. Euro 2012                                                                 | -                                                                               | 65’                                                                             |
| 29-2-2012                                                                       | Belfast                                                                         | Irlanda del Nord                                                                | 0 – 3                                                                           | Norvegia                                                                        | Amichevole                                                                      | -                                                                               | 73’                                                                             |
| 2-6-2012                                                                        | Amsterdam                                                                       | Paesi Bassi                                                                     | 6 – 0                                                                           | Irlanda del Nord                                                                | Amichevole                                                                      | -                                                                               | 81’                                                                             |
| 14-11-2012                                                                      | Belfast                                                                         | Irlanda del Nord                                                                | 1 – 1                                                                           | Azerbaigian                                                                     | Qual. Mondiali 2014                                                             | 1                                                                               | 82’ 90+2’                                                                       |
| 6-2-2013                                                                        | Ta' Qali                                                                        | Malta                                                                           | 0 – 0                                                                           | Irlanda del Nord                                                                | Amichevole                                                                      | -                                                                               | 84’                                                                             |
| Totale                                                                          |                                                                                 | Presenze (5º posto)                                                             | 95                                                                              |                                                                                 | Reti (1º posto)                                                                 | 36                                                                              |                                                                                 |

## Palmarès

### Giocatore
- Campionato scozzese: 1

Rangers: 2010-2011
- Coppa di Lega scozzese: 1

Rangers: 2010-2011

### Allenatore
- Campionato nordirlandese: 5

Linfield: 2016-2017, 2018-2019, 2019-2020, 2020-2021, 2021-2022, 2024-2025
- Irish Cup: 1

Linfield: 2016-2017
- Irish Football League Cup: 3

Linfield: 2018-2019, 2022-2023, 2023-2024
- IFA Charity Shield: 1

Linfield: 2017